# فيات تيبو (1988)
فيات تيبو (Fiat Tipo) موديل سيارة مدمجة أنتجته شركة فيات الإيطالية في الفترة ما بين 1988 و1995. تحصلت السيارة جائزة سيارة العام الأوروبية لعام 1989.

## الإنتاج
مثل عدد من موديلات فيات، أنتجت تيبو بشكل أساسي في مصنع كاسينو، في، وبصورة هامشية في بوميليانو داركو (سنة 1989 و 1990)، وفي بلدان أخرى :
- البرازيل : شركة Fiat Automoveïs أنتجت تيبو في مصنع بيتيم بنفس مواصفات الموديل الأصلي بعد توقف إنتاجه في إيطاليا سنة 1996 وبلغ عدد المنتج منها 12570 وحدة.
- تركيا : Fiat-Tofas أنتجت تيبو في مصنعها في مدينة بورصة، بنفس مواصفات الموديل الأصلي في إيطاليا بمجموع 49766 وحدة.

### أرقام الإنتاج
| البلد    | الفترة    | عدد المنتج منها |
| إيطاليا  | 1988-1995 | 1٬905٬276       |
| تركيا    | 1993-1998 | 49٬766          |
| البرازيل | 1995-1997 | 12٬570          |
| المجموع  | 1988-1998 | 1٬967٬612       |